# Jonas Gladnikoff
Jonas Gladnikoff, född 1985, är en svensk musiker, låtskrivare och kompositör.
Gladnikoff är från Stockholm men tidigare även varit bosatt på Åland. Efter att ha gått utbildningen Musikmakarna har han arbetat med flera kända artister runtom i Europa men är mest känd för att ha skrivit låtar i Eurovision Song Contest och olika europeiska länders egna upplagor av Melodifestivalen. 2009 skrev han låten "Et Cetera" som representerade Irland i den internationella finalen i Moskva, framförd av Sinéad Mulvey & Black Daisy. Året efter skrev han än en gång den irländska vinnarlåten som tävlade i finalen i Oslo. "It's For You" framfördes av 1993 års Eurovision Song Contest-vinnare Niamh Kavanagh. Jonas Gladnikoff är även en av medlemmarna i gruppen Technicoloured Roses.

## Bidrag i Eurovision Song Contest
- "Et Cetera" av Sinéad Mulvey & Black Daisy (Eurovision Song Contest 2009), 11:e plats (delfinal)
- "It's for You" av Niamh Kavanagh (Eurovision Song Contest 2010), 23:e plats (final)
- "Heartbeat" av Can-linn feat. Kasey Smith, (Eurovision Song Contest 2014), 12:e plats (delfinal)

## Bidrag i nationella Eurovision-uttagningar
- "Po dhe jo" av Ingrid Jushi, Festivali i Këngës 44 (2005), Albanien, utslagen i semifinal
- "Open Your Eyes" av Charlene & Natasha, Bulgarien 2007, oplacerad
- "I Will Survive Without You" av Edgaras Kapocious, Litauen 2007, 10:e plats i delfinal
- "Someday" av Hera Björk, Danmark 2009, andra plats
- "Et Cetera" av Sinéad Mulvey & Black Daisy, Irland 2009, första plats
- "Tonight" av Kafka & Ruta, Litauen 2009, fjärde plats (delfinal)
- "It's for You" av Niamh Kavanagh, Irland 2010, första plats
- "Topsy Turvy" av J.Anvil, Malta 2011, 10:e plats
- "Falling" av Nikki Kavanagh, Irland 2011, andra plats
- "Sueños rotos" av Melissa, Spanien 2011, femte plats
- "Volver" av Auryn, Spanien 2011, andra plats
- "Tensão" av Filipa Ruas, Portugal 2011, fjärde plats
- "This Must Be Love" av Ana Mardare, Rumänien 2012, 13:e plats
- "I Believe In Love" av Diana Hetea, Rumänien 2013, utslagen i semifinal
- "Conquer My Heart" av Svetlana Bogdanova, Moldavien 2013, finalist
- "Fool In Love" av Dāvids Kalandija & Dināra, Lettland 2013, 11:a
- "Hullócsillag" av Mónika Hoffmann, Ungern 2013, utslagen
- "Meðal andanna" av Birgitta Haukdal, Island 2013, tredje plats
- "Silent Tears" av VIG Roses (Lithuania 2014), utslagen
- "Heartbeat" av Can-linn feat. Kasey Smith (Irland 2014), första plats
- "Right In" av Emily Charalambous (Cypern 2015), 11:e plats
- "Sound of Colours" av Jurgis Bruzga (Litauen 2015), femte plats
- "All Around the World" av Deborah C (Malta 2016)
- "Fire Burn" av Dominic (Malta 2016)
- "Falling Glass" av Corazon (Malta 2016)
- "Who Needs a Heart?" av Kristel Lisberg (Danmark 2016)
- "Good Enough" av Annica Milan & Kimmo Blom (Finland 2016)
- "Superhuman" av Xandra (Rumänien 2016)
- "Tonight" av Deborah C & Josef Tabone (Malta 2017), 7:e plats
- "Victorious" av Virgis Valuntonis (Litauen 2017)
- "Walk On By" av Xandra (Rumänien 2017), 5:e plats
- "Call 2morrow" av Matthew Anthony (Malta 2018)
- "We Can Run" av Avenue Sky (Malta 2018
- "Back to Life" av Eleanor Cassar (Malta 2018)
- "Devoted" av Johnny Bădulescu (Rumänien 2018)
- "Try" av Xandra (Rumänien 2018)
- "Heaven" av MIHAI (Rumänien 2018)
- "Thinking About You" av Endless feat. Maria Grosu (Rumänien 2018)
- "The Voice" av Suren Poghosyan (Armenien 2018)
- "A Thousand Times" av Angie Ott (Schweiz 2018)
- "Dišem" av Nina Petković (Montenegro 2018)

## Ett urval av andra låtar
- - Amina Annabi - Nour - Reborn
  - MAX - Heartbreaker
  - Agárdi Szilvia - Sose add fel!
  - Daria Kinzer - Somebody Like You
  - Eric Oloz - Si tu no estás
  - Eric Oloz - You are the one
  - Erna Hrönn - Like Pantomime
  - Hera Björk - Because You Can
  - Hera Björk - Mína eigin leið
  - Jasmyn - 'N beter mens
  - Jasmyn - Dit is vir jou
  - Jasmyn - In my is somer
  - Michael James - It's Not Impossible
  - Monika Hoffman - Higher Ground
  - Monika Hoffman - When the World Turns
  - Natasha & Charlene - Biss tifkiriet
  - Natasha & Charlene - Come on
  - Peter Andersen - Take My Heart
  - Technicoloured Roses - Keep On Playing
  - Technicoloured Roses - I Wanna Dance The Go Go
  - Technicoloured Roses - Oboe
  - Technicoloured Roses - Tippy Toe
  - Technicoloured Roses - I Got A Beat
  - Titanix - Night by the lake
  - Titanix & Magnus Bäcklund - Now or Never